# Barrio Santa Paula
Barrio Santa Paula es una localidad argentina ubicada en el partido de General Pueyrredón de la provincia de Buenos Aires. Se halla sobre la ruta nacional 226, entre la ciudad de Mar del Plata y la localidad de sierra de los Padres.
En la zona predomina la ocupación en sectores agrícolas.

## Población
Cuenta con 644 habitantes (Indec, 2010), lo que representa un incremento del 8% frente a los 568 habitantes (Indec, 2001) del censo anterior.
| Gráfica de evolución demográfica de Barrio Santa Paula entre 1991 y 2010 |
|                                                                          |
| Fuente: Censos nacionales del INDEC                                      |